# Euphorbia nevadensis
Euphorbia nevadensis es una especie fanerógama perteneciente a la familia de las euforbiáceas. Es originaria de la península ibérica.

## Descripción
Es una planta perenne, rizomatosa, glabra. Rizoma horizontal u oblicuo, hasta de 0,5 mm de diámetro. Tallos de 5-45 cm, erectos o procumbentes, simples o ramificados desde la base, a veces con ramas estériles laterales y hasta con 16 ramas laterales fértiles. Hojas 5-50 x 1,5-20 mm, entre lineares y oblongas, sésiles, enteras o rara vez débilmente serruladas, redondeadas, subcordatas o algo cuneadas en la base, a veces mucronadas. Pleocasio con 3-9 radios hasta de 45 mm, 1-3 veces bifurcados; brácteas pleocasiales semejantes a las hojas más próximas, algo más cortas y anchas; brácteas dicasiales ovadas o suborbiculares, denticuladas en la mitad superior, mucronadas, libres. Ciatio 1,5-3 mm, subsésil; nectarios apendiculados, transversalmente elípticos, trapezoidales o semicirculares, emarginados o más raramente pectinados, amarillentos o rojizos, con dos apéndices 0,5 mm, gruesos y cortos, agudos u obtusos, rara vez sin ellos. Fruto 2,5-3,5(4) x 3-4(4,5) mm, subgloboso, deprimido, poco sulcado, con pedicelo hasta de 2(3) mm; cocas redondeadas, granuladas en el dorso. Semillas 2-2,6 x 1,3-1,8 mm, ovoideas u ovoideo-elipsoideas, lisas, blancogrisáceas o de un rojo obscuro; carúncula 0,4-0,7 x 0,6-1,1 mm, subcónica, poco estipitada, terminal.

## Distribución y hábitat
Se encuentra en los pastos y matorrales pedregosos, gleras, taludes y orla de bosques mesófilos; a una altitud de 300-3000 metros en la mitad oriental de la península ibérica.

## Taxonomía
Euphorbia nevadensis fue descrita por Boiss. & Reut. y publicado en Pugillus Plantarum Novarum Africae Borealis Hispaniaeque Australis 110. 1852.
Etimología
Euphorbia: nombre genérico que deriva del médico griego del rey Juba II de Mauritania (52 a 50 a. C. - 23), Euphorbus, en su honor – o en alusión a su gran vientre –  ya que usaba médicamente Euphorbia resinifera. En 1753 Carlos Linneo asignó el nombre a todo el género.
nevadensis: epíteto
Subespecies
- Euphorbia nevadensis subsp. nevadensis
- Euphorbia nevadensis subsp. aragonensis (Loscos & J. Pardo) O. Bolòs & Vigo, in Butll. Inst. Catalana Hist. Nat. 38: 84 (1974) (ficha)
- Euphorbia nevadensis subsp. bolosii Molero & Rovira, in Collect. Bot. (Barcelona) 21: 171 (1992)

Sinonimia
- Euphorbia esula subsp. nevadensis (Boiss. & Reut.) Malag.
- Tithymalus nevadensis (Boiss. & Reut.) Klotzsch & Garcke[5]